# Cheregech (station de ski)
Pour la commune urbaine, voir Cheregech.
Cheregech (en russe : Шерегеш, en chor : Шерегеш), ou plus communément Gech ou encore Cher' dans la forme locale abrégée, est une station de sports d'hiver de la Chorie montagneuse située dans la commune urbaine de Cheregech, dans le raïon de Tachtagol, dans l'oblast de Kemerovo-Kouzbass. Principale station de ski de Sibérie, elle attire une clientèle de toute la Russie, avec près d'un million de visiteurs par an, première du pays devant celle de Rosa Khoutor dans le Caucase près de Sotchi.
La station a été construite pour accueillir la Spartakiade des jeux d'hiver des peuples de la RSFSR de 1981. Mais son développement, supervisé par les autorités locales, n'a commencé qu'avec la chute de l'URSS et l'essor économique de la Russie depuis les années 2000.

## Géographie
La station de ski se trouve dans la Chorie montagneuse, dans l'oblast de Kemerovo-Kouzbass en Sibérie. Elle se situe sur le versant sud de 4 montagnes, de d'ouest en est ; l'Outouïa (1143 m), la Montagne Verte (1270 m), le Kourgan (1555 m) et le Moustag (1570 m).
Les premières neiges arrivent dès septembre, et la saison commence officiellement en novembre, avant de se finir en avril.

## Infrastructures touristiques

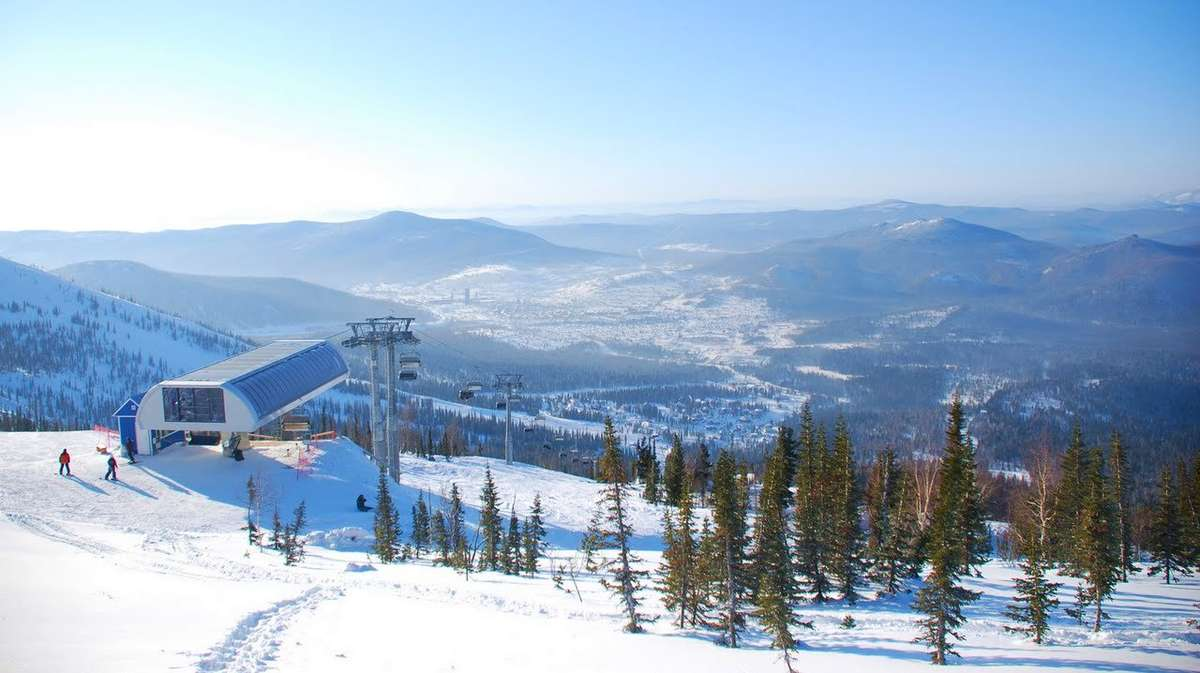
Vue depuis le haut d'un télésiège.

Cheregech dispose de plus de 70 hôtels, avec aussi des restaurants et des patinoires. Chaque avril, un festival nommé le « Grelka Fest » organise des descentes en maillots de bain et des concerts dans la station.

### Pistes de skis et remontées mécaniques
La longueur totale des pistes est de près de 35 kilomètres, avec des pistes de chaque niveau (vert et bleu étant les plus communs). Il y a aussi une vingtaine de remontées mécaniques. La piste la plus longue est d'environ 3 kilomètres. Cheregech possède le plus grand système de production de neige artificielle de Russie.
Il y a 4 secteurs à la station, avec un forfait unique à tous.

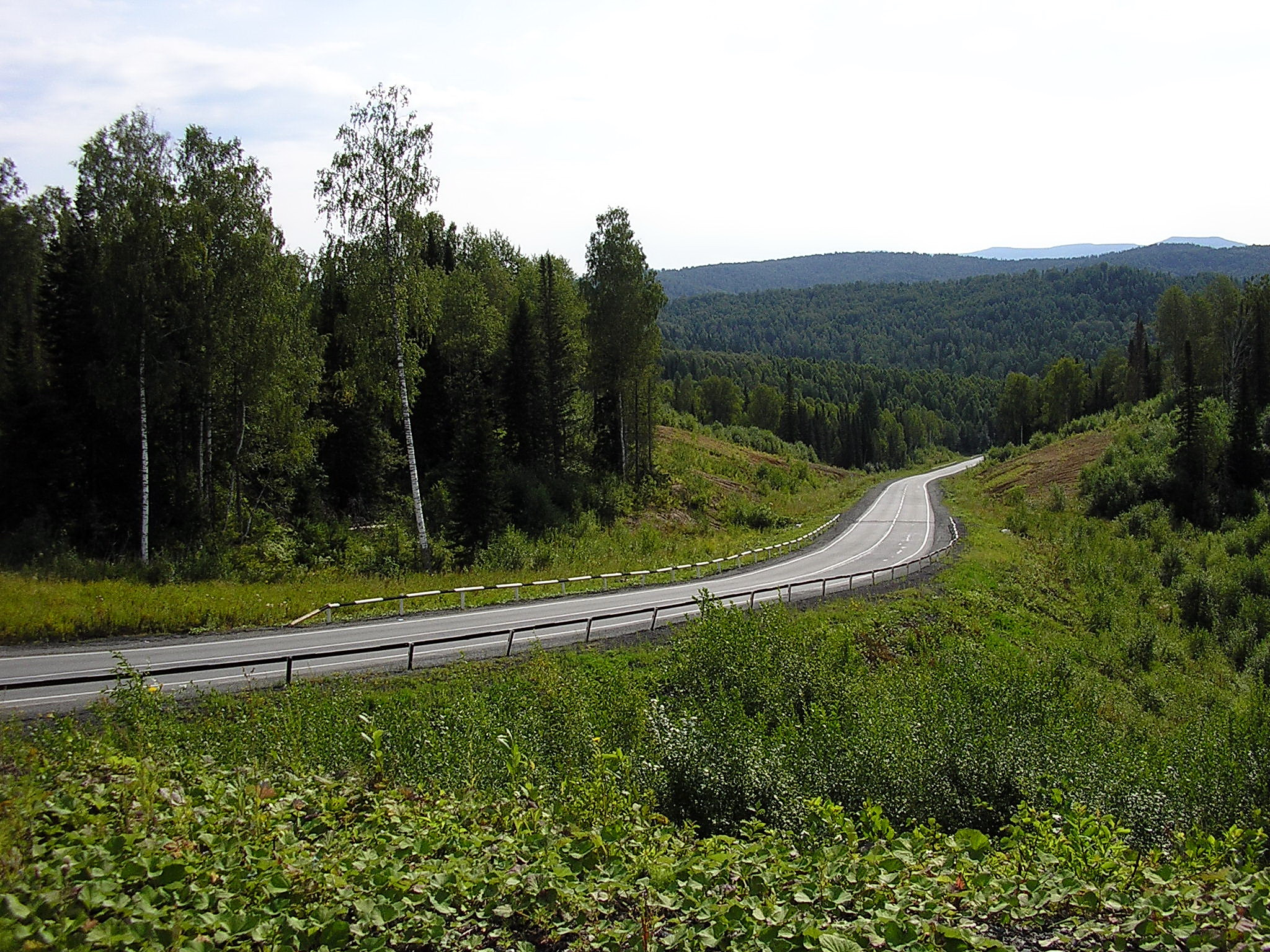
Route Novokouzntesk-Tachtagol.

### Transport
Cheregech est relié par le train pendant la saison touristique à Novokouznetsk depuis 2018, avec le train « Cheregech-Express ». Cheregech ne disposant pas de gare, le train termine à Tchougounach, puis un bus finit les 45 dernières minutes de trajet jusqu'à Cheregech. Un train part le matin de Novokouznetsk à 7h03, arrive à Tchougounach à 10h15, et le bus arrive à Cheregech à 10h55. Dans l'autre sens, le bus part de Cheregech à 16h45, arrive à Tchougounach à 17h36, et termine à Novokouznetsk à 21h.
Des bus régionaux vont de Cheregech vers Tachtagol, Kemerovo, Novossibirsk et d'autres lieux depuis la gare routière. Au sein de la ville, un réseau de bus urbain assure le transport collectif.
Une route relie Novokouznetsk à Tachtagol (32P-176 puis 32K-197), avec une branche vers Cheregech (32K-503). Une autre route relie Cheregech à Tachtagol (32K-266).

## Galerie

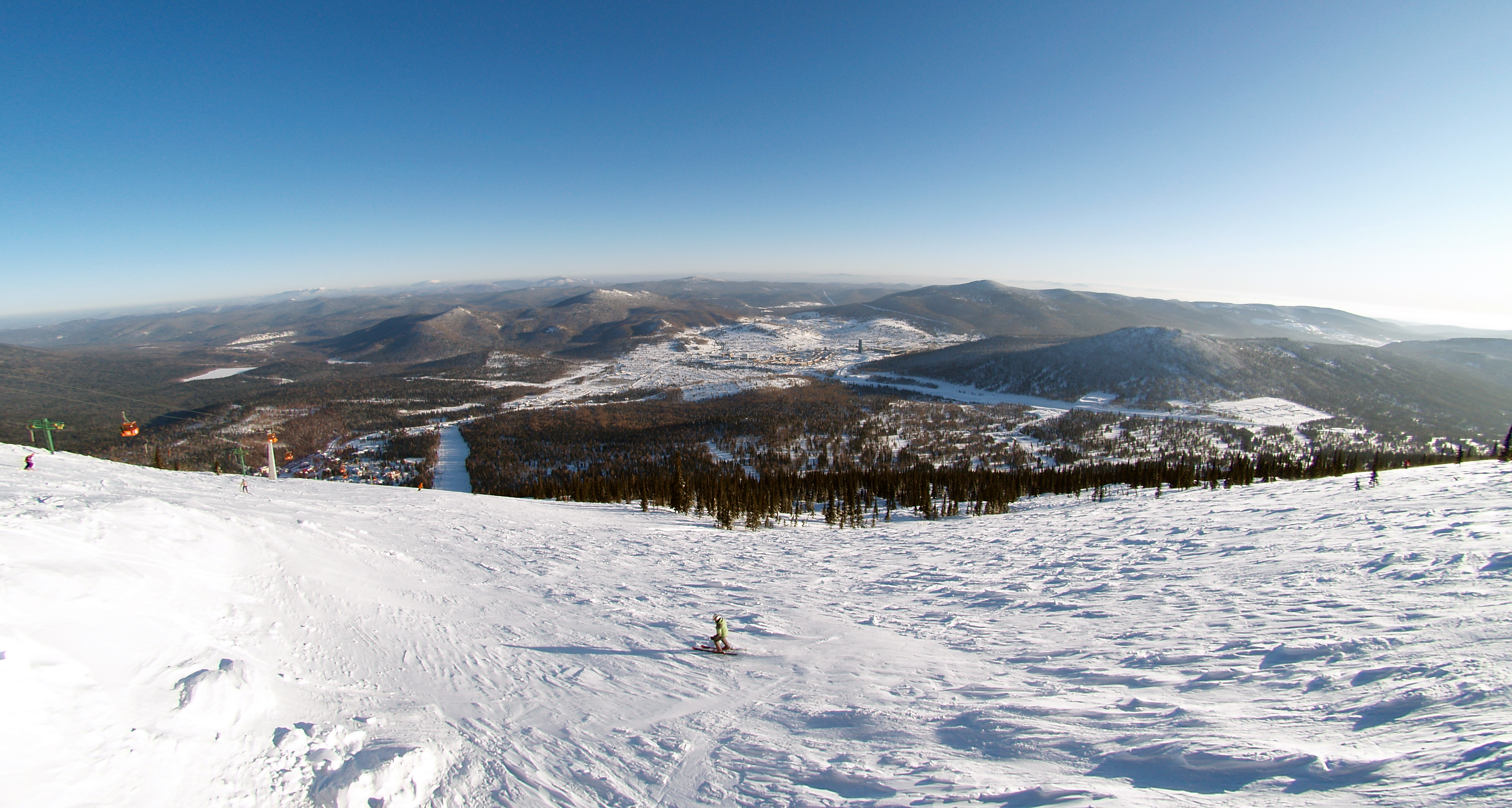
Vue depuis une piste de la station
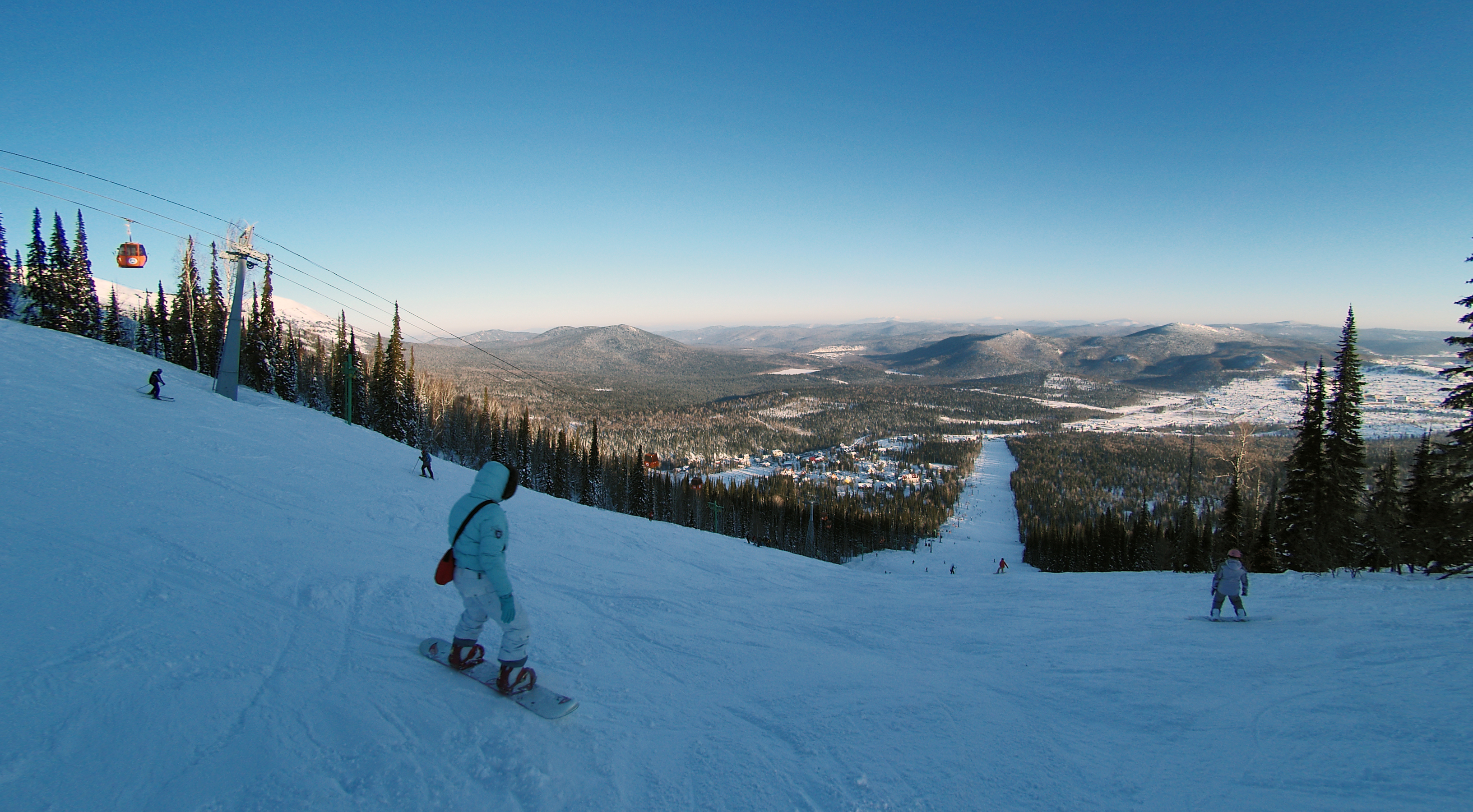
Vue d'une piste coupant la taïga
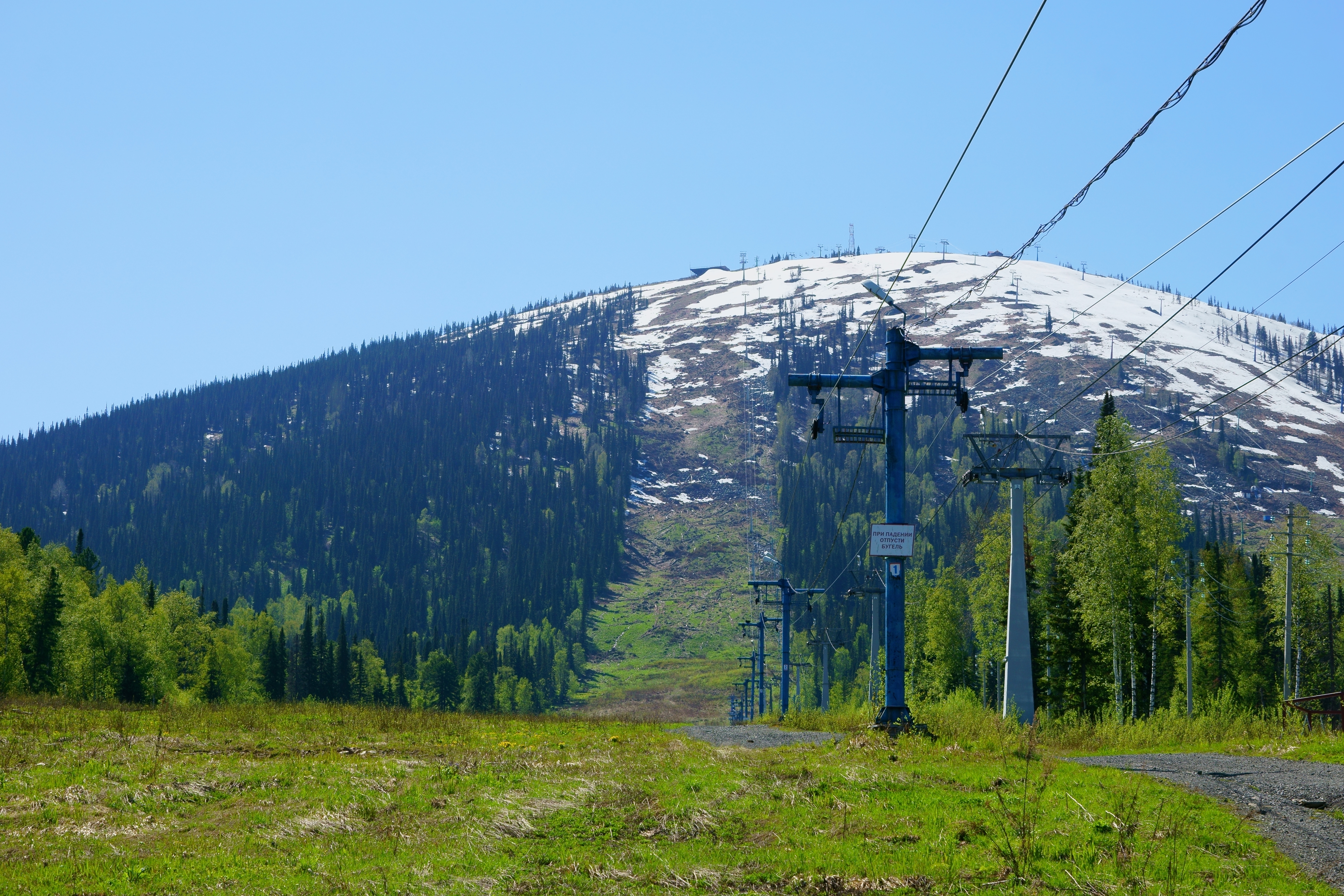
Vue de la piste noire, l'été sur la montagne Verte.